# Kirche Dierhagen
Koordinaten: 54° 17′ 29,2″ N, 12° 21′ 32,2″ O
Die Kirche Dierhagen ist das Gotteshaus der Evangelischen Kirchengemeinde des Ostseebades Dierhagen an der Grenze zur Halbinsel Fischland-Darß-Zingst. Sie gehört zur Propstei Rostock im Kirchenkreis Mecklenburg der Evangelisch-Lutherischen Kirche in Norddeutschland.

## Geschichte
Bereits 1560 wurde in Dierhagen eine Fachwerkkapelle erwähnt, die von der Ribnitzer Stadtkirche verwaltet wurde. Kirchenrat F. Meincke aus Ribnitz initiierte Mitte des 19. Jahrhunderts Planungen für einen Nachfolgebau der baufällig gewordenen Filialkirche. Der Neubau wurde von dem Landbaumeister Johann Virck aus Sülze entworfen sowie geleitet und durch den Ribnitzer Maurermeister Wilhelmy ausgeführt. Am 22. Dezember 1850 weihte Superintendent Willebrand den neuromanischen Backsteinbau. Die Fenster und Türen des Gebäudes sind im Rundbogenstil gesetzt. Die kreuzgezierten Giebel schmückt ein Zackenfries, die Langseiten unter dem Dach ein doppelter Zahnschnittfries. Der hölzerne Kirchturm wurde erst 1928 aufgesetzt.

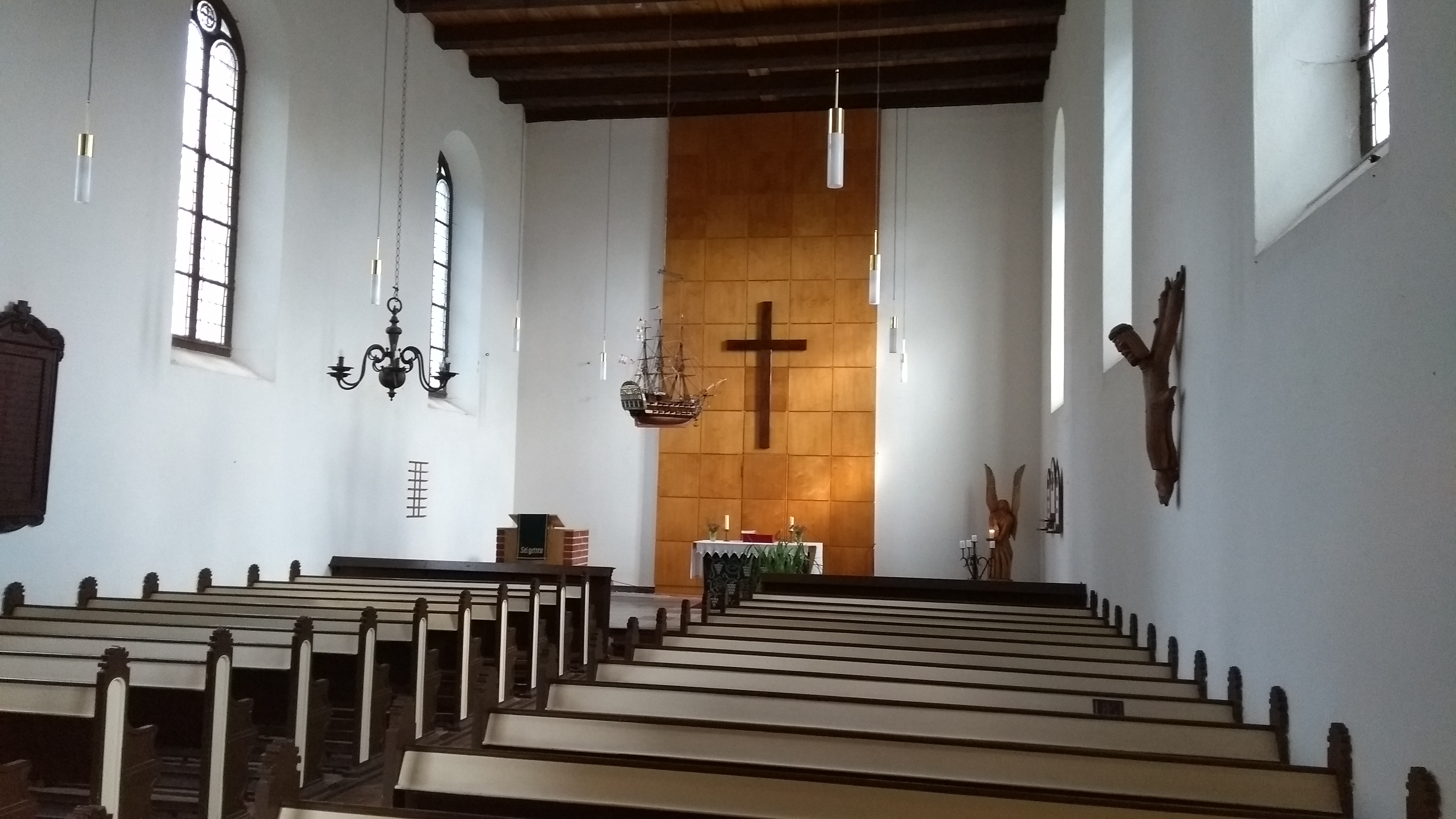
Innenraum (2017)

Das ehemals repräsentative Innere der Saalkirche ist schlicht gestaltet. Die Holzbalkendecke, Bestuhlung, die hölzerne westseitig gelegene Empore mit Friese III-Orgel aus dem Jahr 1865 sind vom Originalinterieur erhalten geblieben. Ein neues Kreuz wurde über dem Altar angebracht, an der Südseite des Kirchenschiffes ein modernes Kruzifix. Den Innenraum schmückt das 2005 restaurierte Votivschiff „Vergatte von Dierhagen 1799“. 1971–72 wurde die Kirche renoviert und umgestaltet. 2001 wurde das Dach des Gebäudes erneuert.

### Trivia
Mit Hilfe der Dierhäger Dorfbewohner hielten sich ortsansässige Seeleute 1811 im nahen Wald versteckt und entzogen sich der Zwangsrekrutierung der französischen Besatzungsmacht. Aus Dankbarkeit stifteten sie das Modellschiff.